# Robert Harris
Robert Dennis Harris (* 7. března 1957 Nottingham) je anglický spisovatel, autor románů. Působil také jako novinář a televizní reportér na veřejnoprávní stanici BBC.

## Osobní život
Narodil se roku 1957 v Nottinghamu. Ambice stát se spisovatelem pochází z mládí, kdy navštěvoval místní tiskárnu, ve které byl jeho otec zaměstnán. Nejdříve nastoupil na střední školu Belvoir High School v Bottesfordu, odkud přestoupil na školu krále Eduarda VII. v Melton Mowbray, ve které byla po něm pojmenována posluchárna. Tam začal s psaním divadelních her a vydáváním školního časopisu. Poté pokračoval studiem oboru anglická literatura na Selwyn College cambridžské univerzity, na které se stal prezidentem univerzitní debatní společnosti Cambridge Union a také zde editoval studentské noviny Varsity.

## Soukromý život
Harris žije na bývalé berkshirské faře poblíž Newbury, spolu s manželkou Gill Hornbyovou, která je také spisovatelkou a sestrou romanopisce Nicka Hornbyho. Mají čtyři děti. V roce 2000 Harris přispěl do Hornbyho sbírky Speaking with the Angel (Rozmlouvání s andělem) krátkou povídkou „PMQ“.

## Profesní kariéra
Po ukončení Cambridge nastoupil do BBC, kde pracoval v sekci aktuálního zpravodajství a podílel se na vysílání programů typu Panorama a Newsnight. V roce 1987, ve třiceti letech, se stal politickým vydavatelem časopisu The Observer. Později pravidelně přispíval sloupky do periodik The Sunday Times a The Daily Telegraph.